# Sureños
Sureños, også kaldt Sur-13 eller Sur trece, er en bande som støtter The Mexican Mafia. Da M er det 13'ende tal i alfabetet = M som står for Mexican mafia / La eme. Surenos betyder folk fra den sydelige del af USA. Engelsk (Southerners)De siges at være i 35 stater i USA. Primært den sydlige del.
Det startede i 1968 i de sydlige fængselsinstitutioner, men blev først rigtigt set i midt 70erne. I dag er der omkring 30.000 medlemmer af Sureños i USA Som er set som "foot soldiers" for den Mexicanske mafia. De er kendt for at gå i ren blåt tøj, være skaldede og ses tit med korshalskæder da de også er kendt for at gå meget op i deres kristne tro. . Deres fjender er primært lang tids rivalerne Nortenos, Nuestra familia, bloods, latin Kings og Asian Boyz.
De ses også tit voldsomme tatoveret med typisk. Sur, XIII, X3, 13, Sur13, uno tres, trece og 3 prikker samlet.
Sureños eller Sur-13 er af typisk mexicansk herkomst, men der findes også andre racer og etniciteter hos dem.
Sureños er også kendt på det kriminelle marked, hvor de er kendt for: Mord, narkosalg, pengeafpresning, menneskesmugling og røveri.